# Даррингтон-Уоллс
Даррингтон-Уоллс (англ. Durrington Walls) — крупное неолитическое поселение, расположенное на Солсберийской равнине в 3,2 км к северо-востоку от Стоунхенджа, поблизости от Вудхенджа. Поселение возникло во времена строительства Стоунхенджа. Строители Стоунхенджа обнесли свой город громадным заградительным валом. Дома строились из дерева с глиняными полами и имели круглое основание диаметром около пяти метров.
Археологи обнаружили 20 шахт, вырытых по кольцу на расстоянии в среднем 864 м от Даррингтон-Уоллс. Диаметр каждой шахты — более 10 метров, глубина — 5 метров. Возраст памятника — 4500 лет.